# 斯澤士庇鐵路
斯澤士庇鐵路（英語：Strathspey Railway）是位于苏格兰高地巴登諾與斯澤士庇的觀光鐵路，從阿维莫尔到高地布鲁姆希尔的遗产铁路，途经柏特加滕，全長16公里（10英里）。本路是连接阿维莫尔和佛雷斯的舊因弗内斯和珀斯聯接铁路（后来成为高地铁路的一部分）的一段，也是今日在英国保存下来的少数主要或次要干线鐵路之一。
2006 年 7 月，蘇格蘭行政長官表示要調整格蘭敦（Grantown） 附近的A95公路路線，於是斯澤士庇鐵路便可能沿原始高地鐵路路線延伸至格蘭敦。但原斯佩河畔格蘭敦西站線址已是工業區，因此擬議在北方約 3/4英里的空地興建有三個月臺的新終點站。英國廣播公司報導稱，該計畫將耗資290 萬英鎊的公路計劃將涉及 A95 下的鐵路線。當時的交通部長表示將在 2008-9 年準備好建設，預算編列在 2009-10 年分配了資金；斯庇澤士庇的前議員也認為該延伸線將有利於旅遊業。
然而，蘇格蘭交通局在 2008 年底通知鐵路，重新估計以後該計畫將耗資 530 萬英鎊，過於昂貴而無法進行。於是鐵路將需於 2009 年 12 月 31 日以前籌資100 萬英鎊，以資助建設計劃中的延長線隧道；但即使籌集到資金，也不能保證能順利施工。到了 2016 年 6 月，整個項目，包括 A95公路改線與位於 Gaich 的新橋、軌道和新車站，估計耗資 1350 萬英鎊。目前延伸線工程由斯澤士庇鐵路信託基金管理，統籌各種募款計畫，以及與各地主、團體的協商工作。

## 車輛
- 英國鐵路46512號機車，埃維特級（Ivatt Class），軸配置2-6-0
- 加里東鐵路812級，828號車，軸配置0-6-0
- Andrew Barclay 0-6-0T No. 17 "Braeriach"